# ECity
eCity byla česká online hra – simulace internetového města, která probíhala od 1. března 1999 do 28. února 2003.
Hra byla založena třemi společnostmi: Expandia Bankou (od roku 2001 eBanka, dnes součást Raiffeisen International), SPT Telecomem (dnes O2 Czech Republic) a RadioMobilem (dnes T-Mobile Czech Republic). Ve hře měl člověk svůj virtuální účet v eKorunách, spojen s účtem u Expandia Banky, mohl nakupovat ve virtuálním obchodě Psion, mohl nakupovat pozemky a vybírat nájemné. Taktéž mohl získávat body za plnění úkolů a podle počtu bodů stoupal na společenském žebříčku, přičemž se zvyšujícím se platem musel platit i vyšší daně.
Již v prvních dnech ale byly hlášeny problémy s konektivitou nebo se špatnou ochranou uživatelských dat.   Později začala Expandia Banka vybírat za účet v eCity peníze a „město“ poté pomalu začalo upadat. V roce 2003 skončilo svůj provoz.